# 三永水源地堰堤
三永水源地堰堤（みながすいげんちえんてい）は、広島県東広島市にある重力式コンクリート造りの堰堤。国の登録有形文化財に登録、および近代水道百選に選定されている。

## 概要
黒瀬川の支流で、西条町下三永を流れる三永川にある。東広島市にあるが、呉市上下水道局の施設である。黒瀬川からの取水も可能で、吾妻子の滝の少し上から314mの導水路が敷設されている。
現在は、八本松町の吉川工業団地に水を供給している。

## 歴史
呉市への上水を確保する目的で建設された。
- 1938年11月 - 着工[2]。
- 1943年3月 - 竣工[2]。
- 1985年3月27日 - 近代水道百選に選定される[5]。
- 1999年7月8日 - 登録有形文化財に登録される[3]。

## 観光
市民には「三永水源地」の名称で親しまれており、桜や藤棚の名所として有名。特に藤棚は関西一ともいわれ、約100本の藤の木が長さ300m以上にわたって植えられている。毎年3月下旬から5月中旬にかけて一般開放される。

## 交通
- JRバス中国「水源地前」バス停より徒歩10分